# Logrești
Logrești là một xã thuộc hạt Gorj, România. Dân số thời điểm năm 2002 là 3045 người.